# Putzenstein
Putzenstein (oberfränkisch: Budschnschdah) ist ein Gemeindeteil des Marktes Thurnau im Landkreis Kulmbach (Oberfranken, Bayern). Putzenstein liegt in der Gemarkung Felkendorf.

## Geografie
Unmittelbar südöstlich der Einöde liegt das Waldgebiet Köhlstatt, unmittelbar nordöstlich das Waldgebiet Steinfichten. Ca. 200 m westlich fließt der Höhgraben, ca. 200 m östlich der Putzensteingraben. Beide fließen zum Rothbach zusammen, einem linken Zufluss des Reuthbachs, der links in den Roten Main mündet. Zwei Anliegerwege führen unmittelbar westlich zur Kreisstraße BT 16/KU 17, die nach Felkendorf (0,8 km nordwestlich) bzw. nach Pleofen verläuft (1,5 km südöstlich).

## Geschichte
Putzenstein wurde 1297 als „curia steinbuz“ erstmals urkundlich erwähnt. Grundwort des Ortsnamens ist butze (mhd. für Klumpen, Brocken). Den Förtsch von Thurnau standen das Hochgericht und die Grundherrschaft zu. Die grundherrlichen Rechte über „Steinbozech“ gingen 1304 bzw. 1311 durch Tausch bzw. Zahlung eines Darlehens an das Kloster Langheim über. Über den weiteren Verbleib ist wenig bekannt. Die nächste namentliche Erwähnung erfolgte erst 1699 in einer Vertragskarte als „Putzenstein“. Zu diesem Zeitpunkt gehörte der Ort bereits zum Fraischbezirk der Grafen von Giech. 1729 wurde vom markgräflichen Forstknecht zu Pleofen ein Forsthaus erbaut. 1733 gehörte der Ort zur Realgemeinde Pleofen, der Erbzins und der Zehnt gingen an das Kasten- und Stadtvogteiamt Bayreuth.
Von 1797 bis 1810 unterstand der Ort dem Justiz- und Kammeramt Bayreuth. Mit dem Gemeindeedikt wurde Putzenstein 1811 dem Steuerdistrikt Busbach und 1812 der Ruralgemeinde Busbach zugewiesen. Infolge des Zweiten Gemeindeedikts (1818) wurde der Ort in die neu gebildete Ruralgemeinde Neustädtlein am Forst umgemeindet. 1899 wurde der Ort an die Gemeinde Felkendorf abgegeben. Am 1. April 1971 wurde diese im Zuge der Gebietsreform in Bayern in die Gemeinde Limmersdorf eingegliedert, die ihrerseits am 1. Mai 1978 in den Markt Thurnau eingemeindet wurde.

## Baudenkmal
- Haus Nr. 2: Forsthaus

## Einwohnerentwicklung
| Jahr      | 001827 | 001861 | 001871 | 001885 | 001900 | 001925 | 001950 | 001961 | 001970 | 001987 |
| Einwohner | 10     | 12     | 13     | 11     | 17     | 10     | 12     | 8      | 5      | 2      |
| Häuser    |        |        |        | 2      | 2      | 2      | 2      | 2      |        | 1      |
| Quelle    | [ 11 ] | [ 12 ] | [ 13 ] | [ 14 ] | [ 15 ] | [ 16 ] | [ 17 ] | [ 18 ] | [ 19 ] | [ 1 ]  |

## Religion
Putzenstein ist seit der Reformation evangelisch-lutherisch geprägt und war ursprünglich nach St. Johannes der Täufer (Neustädtlein am Forst) gepfarrt, seit dem 19. Jahrhundert ist die Pfarrei St. Johannes der Täufer (Limmersdorf) zuständig.